# Vlag van Veracruz de Ignacio de la Llave

Vlag van Veracruz (ratio 4:7)

De vlag van Veracruz de Ignacio de la Llave toont het wapen van Veracruz de Ignacio de la Llave centraal op een witte achtergrond. Deze vlag heeft geen officiële status, maar de regering van Veracruz de Ignacio de la Llave gebruikt een variant met een rood-groene rand als dienstvlag en die is wel officieel. De rood-groene rand verwijst naar de Mexicaanse vlag. Zowel de dienstvlag als de niet-officiële vlag hebben een de hoogte-breedteverhouding van 4:7, net als die van de Mexicaanse vlag.

## Historische vlaggen

Vlag van Veracruz 1999-2009 (ratio 4:7)
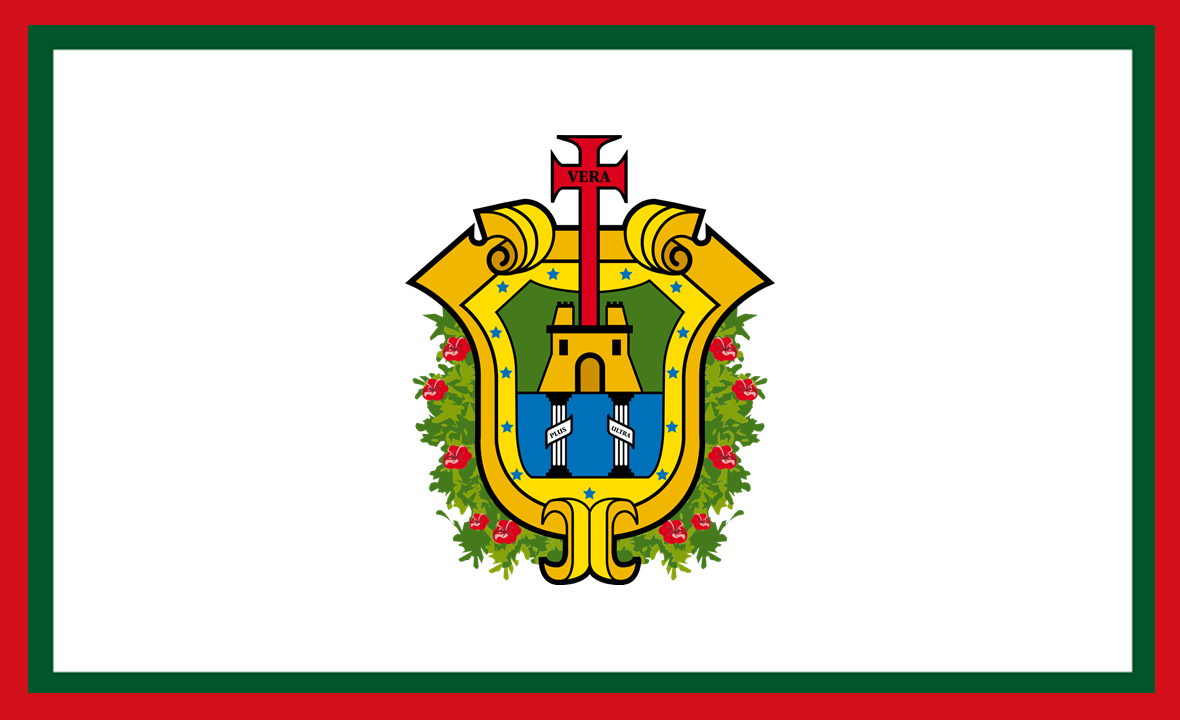
Vlag van Veracruz 2010 (ratio 4:7)